# Copa dos Campeões da NORCECA de Voleibol Feminino de 2019
A Copa dos Campeões da NORCECA de Voleibol Feminino de 2019 foi a 2ª edição do torneio organizado pela Confederação da América do Norte, Central e Caribe de Voleibol (NORCECA) em parceria com a USA Volleyball realizado no período de 22 a 24 de agosto.
A seleção dos Estados Unidos conquistou seu primeiro título da competição e a seleção da República Dominicana ficou com o vice-campeonato, obtendo vaga para a disputa do Torneio Pré-Olímpico da NORCECA de 2020. A ponteira norte-americana Sarah Wilhite foi eleita a melhor jogadora do torneio.

## Seleções participantes
As quatro melhores seleções ranqueadas no ranking da NORCECA em 2019 garantiram vagas no campeonato.
| Equipe               | Qualificação              | Última participação |
| -------------------- | ------------------------- | ------------------- |
| Estados Unidos       | País-sede (1º no ranking) | Estreante           |
| Canadá               | 4º no ranking             | 2015                |
| Porto Rico           | 3º no ranking             | 2015                |
| República Dominicana | 2º no ranking             | 2015                |

## Local das partidas
| Colorado Springs, Estados Unidos                  |
| ------------------------------------------------- |
| Centro Olímpico de Treinamento dos Estados Unidos |
|                                                   |

## Formato da disputa
Disputa em turno único, com todas as seleções se enfrentando.

### Critérios de desempate
1. Número de vitórias
2. Número de pontos
3. Pontos average
4. Sets average

- Partida com resultado final 3-0: 5 pontos para o vencedor e 0 pontos para o perdedor.
- Partida com resultado final 3-1: 4 pontos para o vencedor e 1 pontos para o perdedor.
- Partida com resultado final 3-2: 3 pontos para o vencedor e 2 pontos para o perdedor.

## Fase única
|     |                      |     | Jogos | Jogos | Jogos | Resultados | Resultados | Resultados | Resultados | Resultados | Resultados | Sets | Sets | Sets  | Pontos | Pontos | Pontos |
| Pos | Equipe               | Pts | T     | V     | D     | 3–0        | 3–1        | 3–2        | 2–3        | 1–3        | 0–3        | V    | P    | R     | V      | P      | R      |
| --- | -------------------- | --- | ----- | ----- | ----- | ---------- | ---------- | ---------- | ---------- | ---------- | ---------- | ---- | ---- | ----- | ------ | ------ | ------ |
| 1   | Estados Unidos       | 13  | 3     | 3     | 0     | 1          | 2          | 0          | 0          | 0          | 0          | 9    | 2    | 4.500 | 268    | 224    | 1.196  |
| 2   | República Dominicana | 8   | 3     | 2     | 1     | 0          | 1          | 1          | 0          | 1          | 0          | 7    | 6    | 1.167 | 291    | 288    | 1.010  |
| 3   | Canadá               | 6   | 3     | 1     | 2     | 0          | 1          | 0          | 0          | 2          | 0          | 5    | 7    | 0.714 | 261    | 272    | 0.960  |
| 4   | Porto Rico           | 3   | 3     | 0     | 3     | 0          | 0          | 0          | 1          | 1          | 1          | 3    | 9    | 0.333 | 243    | 279    | 0.871  |

### Resultados
- Todas as partidas seguiram o fuso horário local (UTC−6).

| Data   | Hora  |                         | Placar |                         | Set 1 | Set 2 | Set 3 | Set 4 | Set 5 | Total   | Relatório |
| ------ | ----- | ----------------------- | ------ | ----------------------- | ----- | ----- | ----- | ----- | ----- | ------- | --------- |
| 22 ago | 15:00 | 'República Dominicana ' | 3–2    | Porto Rico              | 17–25 | 25–20 | 25–21 | 25–27 | 15–13 | 107–106 | 107–106   |
| 22 ago | 17:00 | 'Estados Unidos '       | 3–1    | Canadá                  | 18–25 | 25–14 | 25–23 | 25–20 |       | 93–82   | 93–82     |
| 23 ago | 15:00 | Canadá                  | 1–3    | ' República Dominicana' | 26–24 | 23–25 | 13–25 | 20–25 |       | 82–99   | 82–99     |
| 23 ago | 17:00 | 'Estados Unidos '       | 3–0    | Porto Rico              | 25–19 | 25–16 | 25–22 |       |       | 75–57   | 75–57     |
| 24 ago | 15:00 | Porto Rico              | 1–3    | ' Canadá'               | 25–22 | 17–25 | 17–25 | 21–25 |       | 80–97   | 80–97     |
| 24 ago | 17:00 | 'Estados Unidos '       | 3–1    | República Dominicana    | 25–19 | 25–17 | 25–27 | 25–22 |       | 100–85  | 100–85    |

## Classificação final
| Posição | Equipe               |
| ------- | -------------------- |
| 1       | Estados Unidos       |
| 2       | República Dominicana |
| 3       | Canadá               |
| 4       | Porto Rico           |

|  | Equipe classificada para o Torneio Pré-Olímpico da NORCECA de 2020 |

## Premiações
| Copa dos Campeões da NORCECA de 2019 |
| Estados Unidos                       |
| ------------------------------------ |
| Estados Unidos Campeão (1º título)   |

### Individuais
As atletas que se destacaram individualmente foramː
| - Most Valuable Player (MVP) Sarah Wilhite - Melhor Oposta Gaila Gonzalez - Melhores Ponteiras Simone Lee Erasma Moreno | - Melhor Levantadora Natalia Valentín - Melhores Centrais Jennifer Cross Rhamat Alhassan - Melhor Líbero Adriana Viñas Joy |